# Розклинюючий тиск

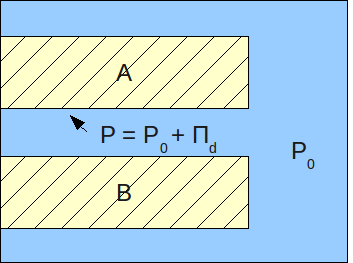
Розклинюючий тиск

Рис. 1. Ізотерми розклинюючого тиску змочуючих плівок (за Б. В. Дерягіним та М. В. Чураєвим): h — товщина плівки;
П — розклинюючий тиск. 1 — товсті (~100 нм) стабільні плівки, хороша змочуваність; 2 — товсті метастабільні β-плівки, які при прориві переходять у тонкі (~10 нм) термодинамічно стійкі α-плівки; 3 — тонкі α-плівки (~1 нм), погана змочуваність.

Розклинюючий тиск — надлишковий тиск в тонкій плівці-прошарку (газової або рідкої), що розділяє дві фази, в порівнянні з тиском в об'ємній фазі, з якій утворилася прошарок. Розклинюючий тиск виникає в стані термодінамічної рівноваги системи за умов, коли в прошарку при її повільному (квазірівноважнному) потоншенні перекриваються міжфазні шари, в яких діють поверхневі сили (див. Поверхнева енергія). При товщині прошарку h розклинюючий тиск П (h) дорівнює різниці між тиском p1 на поверхні прошарку і тиском р0 в тій об'ємній фазі, з якої утворилася прошарок шляхом потоншання:
П (h) = p1-p0.
Визначається рівнянням:
{\displaystyle \Pi _{D}=-{1 \over A}\left({\frac {\partial G}{\partial x}}\right)_{T,V,A}}
где
- Пd — розклинюючий тиск, N/m²
- A — площа поверхні на якій відбувається взаємодія площин, m²
- G — енергія Гіббса взаємодії двох поверхонь, J
- x — відстань, m
- Індекси Т, V і А означають, що температура, об'єм і площа поверхні залишаються постійними в похідній.

Позитивний розклинюючий тиск перешкоджає потоншанню плівки під дією зовн. сил, негативний розклинюючий тиск призводить до мимовільного потоншання плівки до товщини, при якій розклинюючий тиск стає позитивним, аж до розриву плівки. Для системи з двох фаз при сталості т-ри Т, об'ємного тиску р і хім. потенціалів компонентів mi зміна товщини прошарку пов'язана з вільною енергією Гіббса.
В першому наближенні, вважаючи вклад сил різної природи в розклинюючий тиск адитивним, для П(h) в загальному випадку маємо:
П(h) = Пе(h) + Пm(h) + Пs(h) + Па(h) + Пс(h)
де Пе — йонна-електростатична складова, пов'язана з перекриттям дифузних йонних шарів; Пm — молекулярна складова, обумовлена силами дисперсійної взаємодії міжфазних зон, в яких тензор флуктуаційного електромагнітного поля анізотропний; Пs — структурна складова, викликана перекриттям граничних шарів рідини зі зміжною структурою; Па — адсорбційна складова, пов'язана з перекритям дифузних адсорбційних шарів нейтральних молекул в нейонних розчинах; Пс — складова, обумовлена «стеричною» взаємодією адсорбційних шарів ПАР або полімерів.